# Scione incompleta
Scione incompleta är en tvåvingeart som först beskrevs av Macquart 1846.  Scione incompleta ingår i släktet Scione och familjen bromsar.
Artens utbredningsområde är Colombia. Inga underarter finns listade i Catalogue of Life.